# 科爾·史密斯
科爾·史密斯（英語：Kerr Van Cleve Smith，1972年3月9日—）是美國的一位演員。他最著名的作品是在WB電視台電視劇戀愛時代中飾演Jack McPhee角色 。